# Дам'єн Жолі
Дам'єн Жолі (фр. Damien Joly, 4 червня 1992) — французький плавець.
Учасник Олімпійських Ігор 2012 року.